# Repas
Un repas est un ensemble de nourriture composée de divers mets et de boisson que l'on absorbe à des heures précises de la journée. Par extension, le repas est une action spécifique, consacrée à l'alimentation, qui entre dans le cycle des activités journalières. Il est souvent perçu comme un acte naturel car il répond à la satisfaction de besoins physiologiques essentiels. D'un point de vue sociologique et anthropologique, le repas n'est pas uniquement pensé comme un moyen de se rassasier, mais aussi comme une manière ritualisée de produire et d'entretenir du lien social ; en témoigne la forte charge symbolique sociale, culturelle et/ou religieuse que contiennent les aliments dans les représentations humaines.
En tant que nécessité vitale répondant à des impératifs chimiques et biologiques qui permettent la survie et la reconstitution des tissus biologiques, il est objet d'étude pour la diététique.
Comme acte de commensalité, il appartient à la culture et relève de l'anthropologie, de l'ethnographie, de la sociologie, de la psychologie, de l'éducation, de l'enseignement, de la technique.

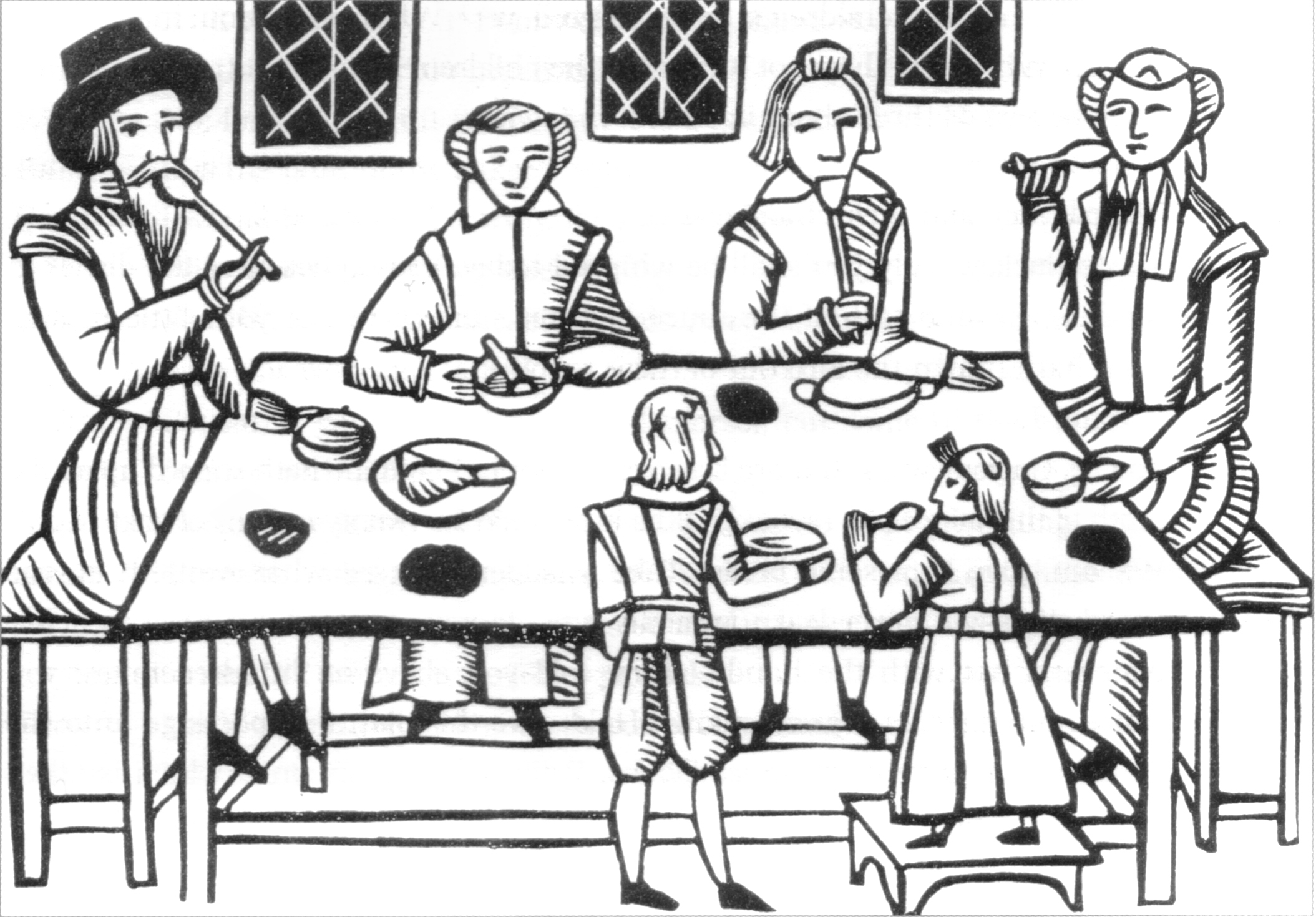
Gravure sur bois représentant un repas, parents assis, enfants debout (début des années 1600).

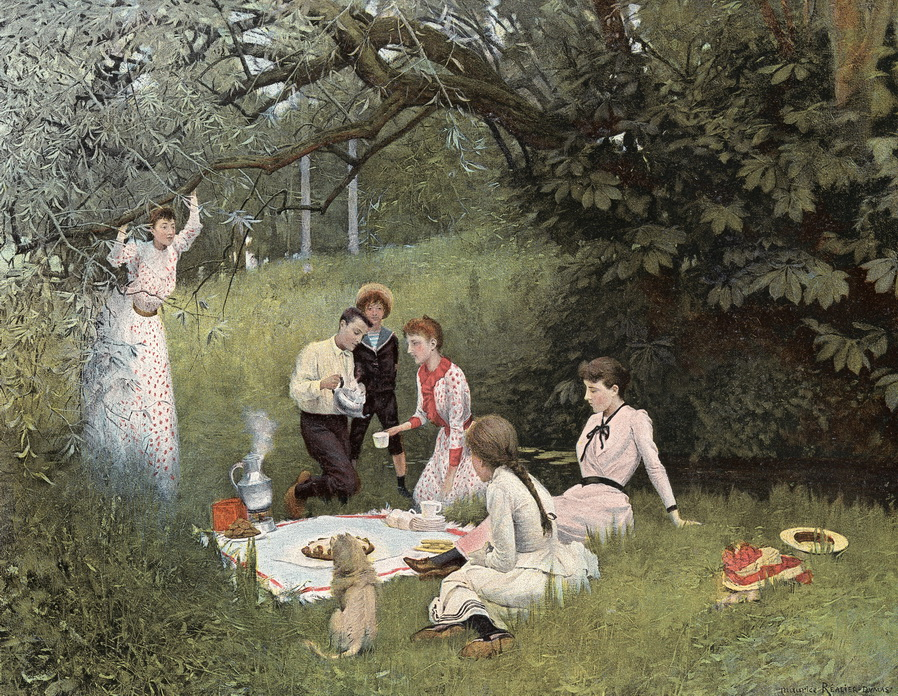
Le Goûter sur l'herbe (tableau de Maurice Réalier-Dumas, 1892)

## Spécificité
Le choix de composition de la nourriture, la répétition de l'acte aux mêmes moments, chaque jour, et la durée de l'action distinguent le repas des autres actes alimentaires ; grignoter en regardant la télévision, picorer des fruits sauvages dans un sous-bois, pignocher des canapés lors d'une réception ou manger un sandwich en attendant le bus, par exemple, ne constituent pas un repas même si ces actions peuvent apaiser la faim et participer au maintien de la vie.

## Structure
La grande majorité des cultures distingue plusieurs types de repas, selon le moment de la journée et la quantité d'aliments qu'ils comportent, les plus importants correspondant aux moments de convivialité les plus intenses et possédant une forte charge symbolique ou religieuse.
La quantité d'aliments varie selon le repas, et les nutritionnistes recommandent des apports en calories, vitamines, protéines, lipides, glucides et fibres qui correspondent à l'activité physique et intellectuelle que l'on devra fournir avant le prochain repas. En moyenne, le premier repas de la journée doit apporter 25 % des quantités nécessaires, le repas du milieu de journée doit en apporter presque la moitié, et le dernier repas peut être plus léger pour faciliter la digestion pendant le sommeil.
Le nom des repas rythme la journée. Mais selon les époques, les repas n'ont pas toujours été pris aux mêmes moments. Ainsi, au Moyen Âge, le dîner, premier repas du jour, était pris dans la matinée, comme le rappelle l'aphorisme :
Lever à cinq, dîner à neuf

Souper à cinq, coucher à neuf

Font vivre d'ans nonante et neuf.

### Matin

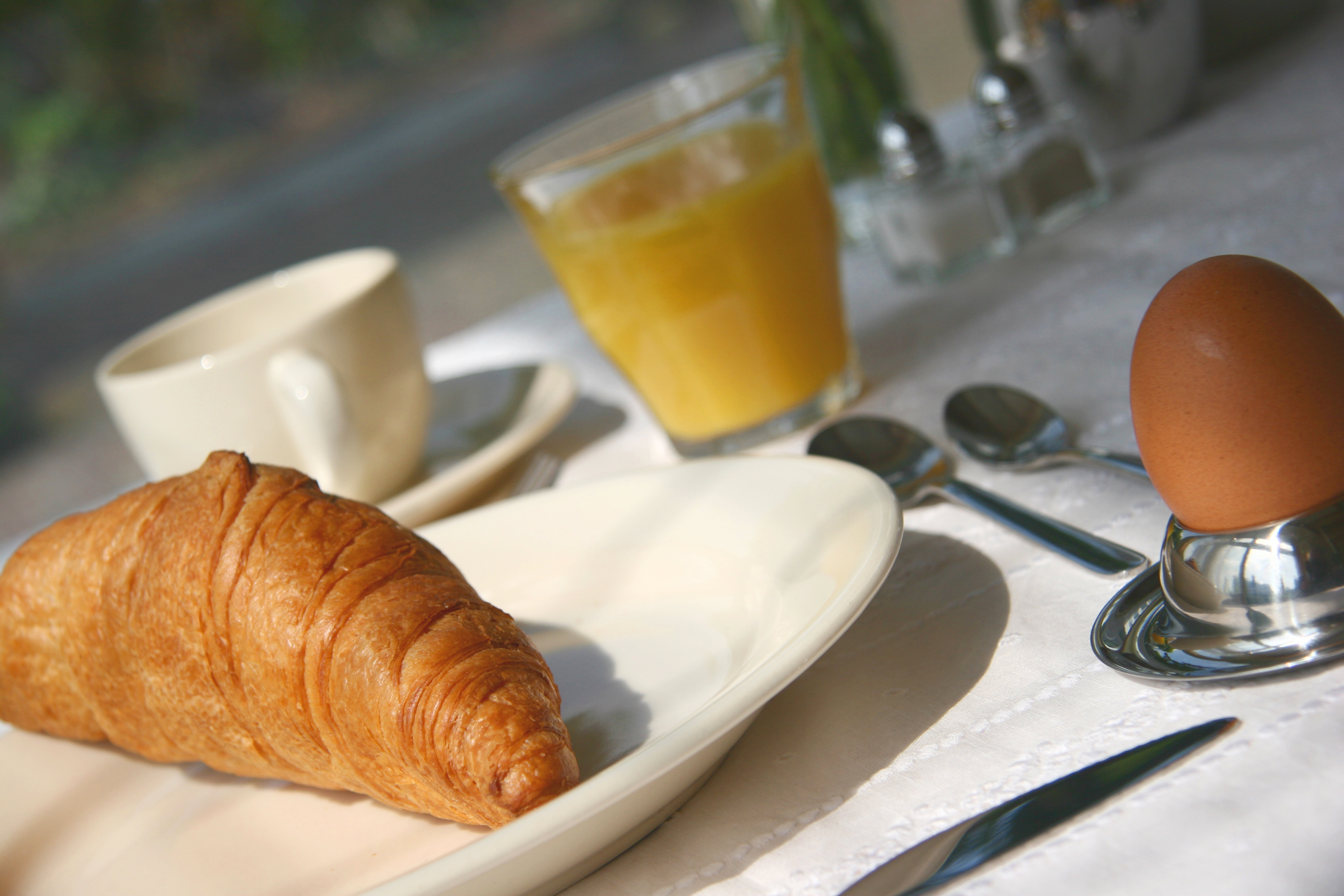
Déjeuner continental avec viennoiserie française.

Le premier repas du jour est généralement pris peu après le réveil ; c'est donc celui qui rompt le jeûne. De là vient l'appellation « déjeuner » courante en Belgique, au Congo, en Suisse, au Canada francophone au sein de la famille et dans certaines zones rurales de France. Ailleurs en France il prend le nom de petit déjeuner. L'importance de ce repas tend à diminuer, ce qui renforce le rôle des deux autres repas principaux.
En Occident, on distingue traditionnellement deux grands types de repas matinal :
- un repas assez léger, plutôt sucré et généralement composé d'une boisson chaude (lait, café, thé ou chocolat chaud) accompagnée de tartines auxquelles peuvent s'adjoindre, surtout les jours fériés, des viennoiseries (croissant, pain au chocolat, brioche…), du jus d'orange, un yaourt ou des céréales sucrées (muesli) ;
- un repas plus copieux, également accompagné d'une boisson chaude (café ou thé, parfois lait ou chocolat) comprenant le plus souvent des œufs et de la charcuterie, ainsi que du fromage, et parfois des céréales.

Dans le monde anglo-saxon, ces deux types de (petit) déjeuner sont en général désignés par « continental » pour le premier et « anglo-saxon » pour le second.
Le (petit) déjeuner « anglo-saxon » peut prendre la forme d'un brunch pris en milieu de matinée, qui tiendra lieu à la fois de repas du matin et de midi.

### Midi

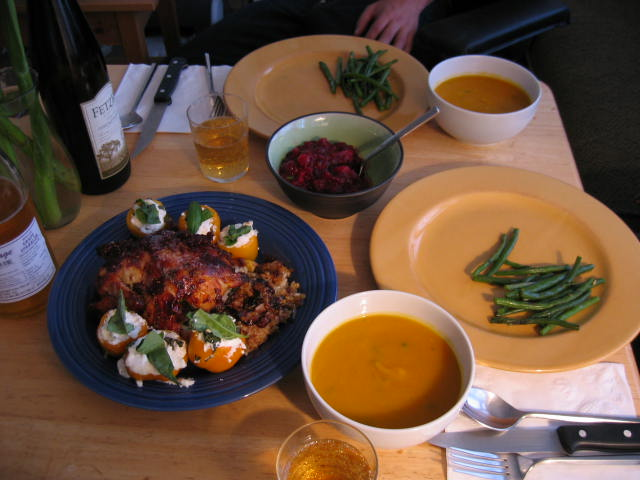
Table dressée pour un repas.

Là où le terme « déjeuner » est réservé au repas du matin, on appelle celui de midi « dîner » ; ailleurs en France, c'est le déjeuner.
Il est généralement pris entre midi et 14 heures dans de nombreux pays européens, parfois plus tard encore comme en Espagne et en Russie.
En France, même si c'est le repas qui est le plus fréquemment pris en dehors du domicile familial, il garde encore souvent une structure traditionnelle avec une entrée, un plat principal et un fromage et/ou un dessert. Seul le plat principal est obligatoire, les autres dépendant de l'appétit et du budget de chacun. Du hors-d'œuvre au fromage, la plupart des Français consommeront du pain. Ce repas est traditionnellement accompagné de vin ou de bière selon les lieux, cette consommation quotidienne de boissons alcoolisées étant de plus en plus souvent remplacée par de l'eau.

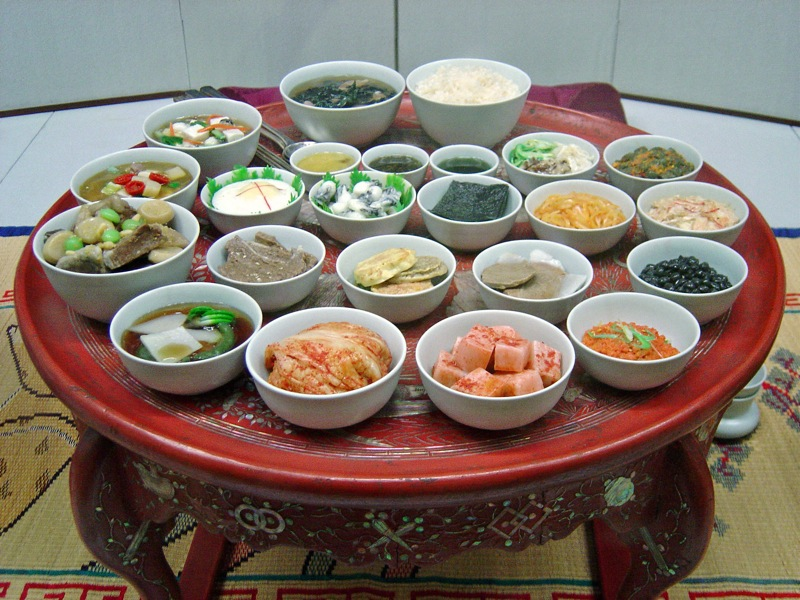
Un repas formel coréen.

En Corée, le repas est souvent composé de soupe et d'un plat unique qui accompagne plus qu'il n'est accompagné par un nombre variable de banchan. Le riz blanc est le seul plat que les convenances indiquent de terminer obligatoirement.

### Soir

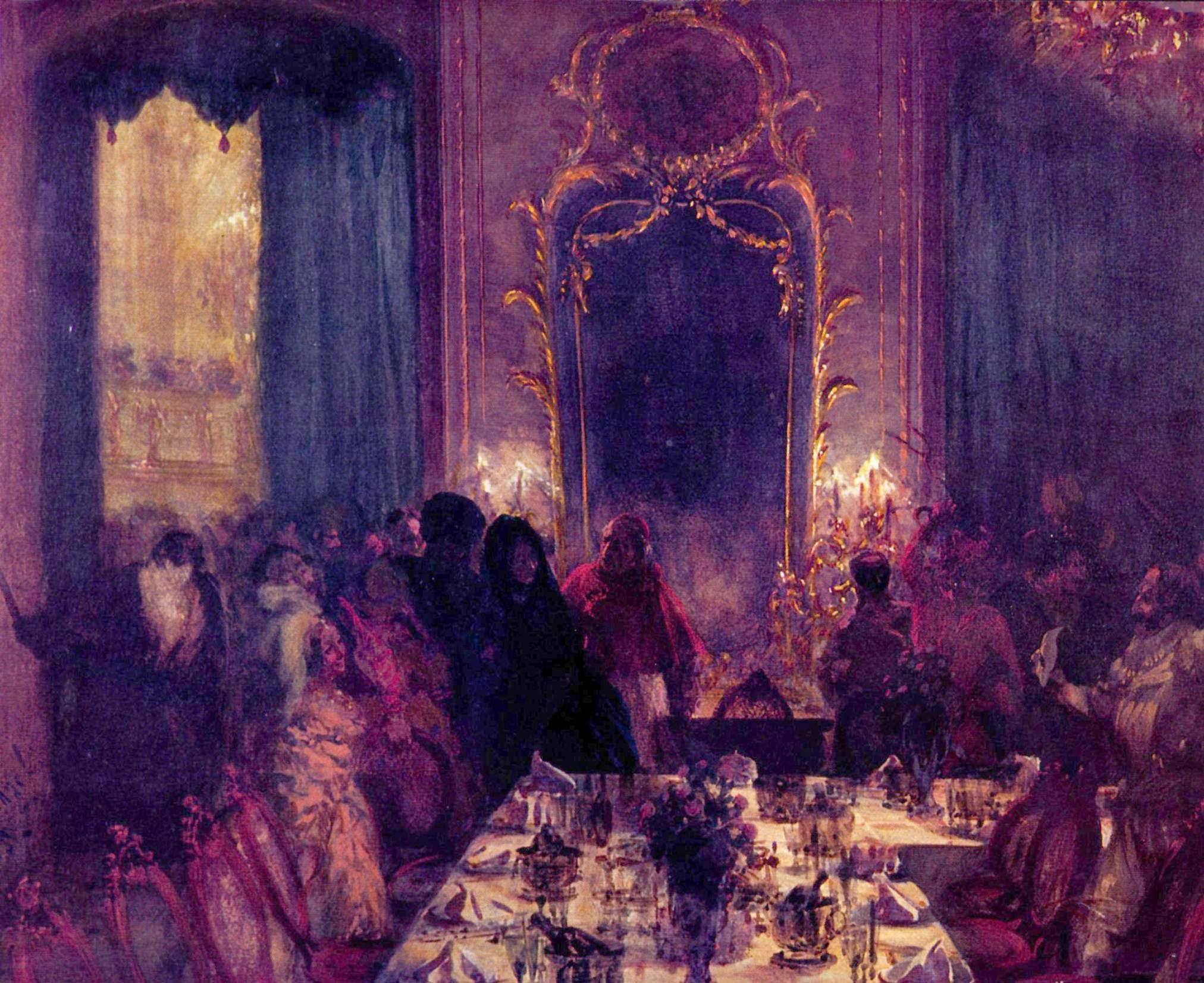
Le Souper des masques, Adolph von Menzel (1855).

Les pays et régions qui réservent le terme de « dîner » au repas de midi désignent ce repas du soir comme le « souper ».
Ce repas se prend peu après 17 heures dans de nombreuses régions d'Europe et d'Amérique du Nord, dans les hôpitaux et maisons de repos. Le travail féminin hors domicile a cependant provoqué le report de ce repas[réf. nécessaire] qui se prend de plus en plus souvent après 18 heures.
En France, ce repas est pris généralement entre 19 h et 22 h, parfois jusqu'à 23 h dans le sud de la France pendant l'été. Le repas du soir est souvent comparable dans sa composition au repas de midi, quoique souvent plus simple. Il est l'occasion de se retrouver en famille autour de la table. Dans ce pays, le « souper » est un repas supplémentaire après le dîner, c'est un repas léger pris en fin de soirée, mais son usage est tombé en désuétude.
Avec le même décalage que pour le repas de midi, dans le sud de l'Espagne et en Argentine, le repas du soir n'est pas pris avant 22 h. D'ailleurs les restaurants n'y ouvrent pas leurs portes avant 21 h.
En Allemagne, où le repas de midi est bien plus souvent pris à domicile, on mange le soir plus frugalement (charcuteries et salades).

### Autres repas

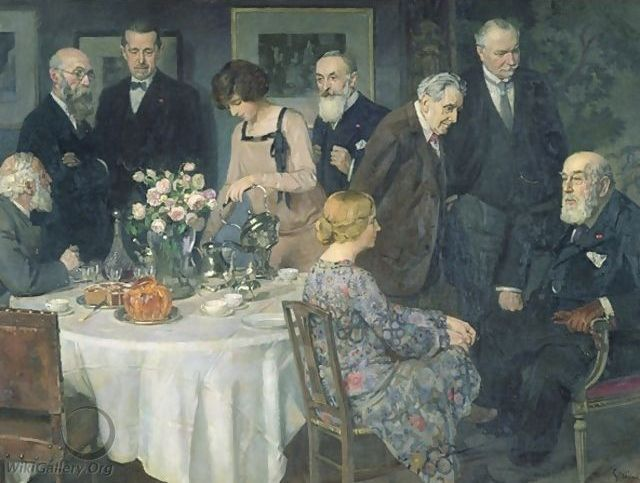
Thé avec des artistes (tableau de Jules Grün, 1929).

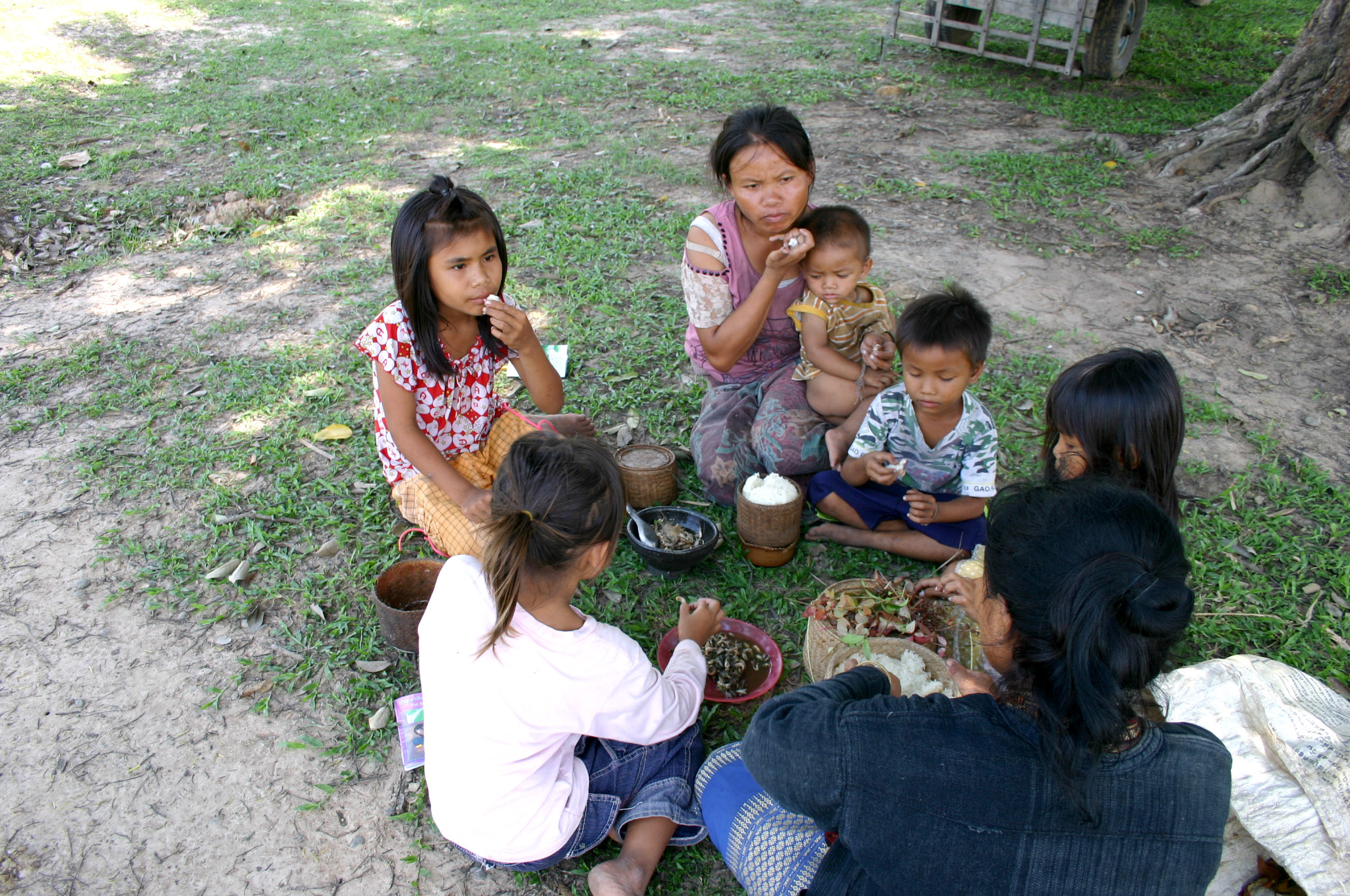
Repas en plein air au Laos.

- Croustille, casse-croûte : le repas peut être fort modeste, parfois simplement constitué de croûtes de pain. De là viennent le terme « croustille », synonyme de petit repas, et la locution « passer à la croustille », appliquée à ceux qui reçoivent une aide en vivres. Du repas de croûtes de pain vient le casse-croûte.

- Brunch : un brunch est un type de repas qui se prend entre la fin de la matinée et le début de l’après-midi (entre 11 h et 15 h environ) et qui combine des plats et boissons typiques du petit déjeuner et du déjeuner. En France, il est principalement pratiqué le week-end par de jeunes urbains.

- Goûter (ou gouter selon la nouvelle orthographe) : dans l'après-midi, le goûter (ou « quatre heures ») est un en-cas sucré proposé habituellement aux enfants. La consommation de pâtisseries avec un thé ou un café en milieu de journée est également répandue chez de nombreux adultes quand leurs occupations leur en laissent le loisir.

- Thé : la traduction française du tea anglais, un repas léger pris dans l'après-midi.

- Goûter-souper (ou slunch) est un repas mélangeant un goûter et un souper se prenant vers 17 h et mélangeant le sucré et le salé.

- Le cinquième : il s'agit d'un repas pris tard le soir (après 23 h ou minuit), souvent composé des restes de la journée, ou d'un casse-croûte. Le cinquième est consommé par les personnes qui rentrent tard du travail, après une réunion. Le terme est couramment utilisé dans le milieu de l'animation, en colonie de vacances, pour désigner le cinquième repas de la journée que prendront les animateurs après que les enfants se seront endormis.

- Collation : en Belgique et dans le nord de la France, on parle de collation pour désigner un léger repas pris vers 16 h 30 ou 17 h. Au Canada, une collation pourra plutôt être prise en milieu d'après-midi, à mi-chemin entre le dîner et le souper, donc entre 14 h et 16 h.

Historiquement, la collation est d'abord le léger repas pris par les moines après la petite conférence du soir. Le terme désigne ensuite un repas, toujours léger, pris n'importe quand dans la journée (même la nuit), mais le plus souvent l'après-midi ou le soir. La collation est aussi le nom du repas restreint qui remplace l'un des deux repas principaux pour les catholiques, les jours de jeûne ; il est composé de lait, de poisson, de salades, de fruits accompagnés parfois de confitures.
Selon Florence Pujol, en France, où on parle aussi d'en-cas, la collation est définie comme une prise alimentaire liée à une sensation de faim qui apporte moins de 25 % des apports nutritionnels de la journée, ce qui la distingue du repas et du grignotage.
- En-cas (ou encas) : collation, généralement froide, préparée pour servir en cas de besoin. L'en-cas de nuit était apprêté à la cour ou dans les maisons des personnes aisées. Celui du roi Louis XIV était composé de « trois petits pains, deux bouteilles de vins différents, dont une d'Espagne ou de muscat, un flacon d'eau, un verre, une tasse de vermeil, plusieurs serviettes et trois assiettes[7] ».

Par métonymie, le petit meuble réservé pour le service de ce repas porte le même nom.
- Le ftour (ou iftar) est le repas qui est pris chaque soir par les musulmans au coucher du soleil après le saoum du mois de ramadan. En Algérie, il est traditionnellement composé de bourek ou de brik comme entrée, chorba ou harira comme entremets, et d'un repas traditionnel à base de viande (dolma, mtewem ou chtitha comme plat de résistance).

- Le gortozenn (« qui fait attendre ») : c'est le goûter de la mi-matinée dans la zone légumière et plus généralement dans le Léon, il est pris entre 9 h 30 (l'été, aux échalotes ou brocolis par exemple) et 11 h (dans les fermes laitières, l'hiver). Il permet d'attendre le repas de midi, de couper la matinée de travail qui commence souvent avant 7 h du matin. Dans sa forme traditionnelle, il comporte du pain, du beurre, du lard, du pâté, du cidre, du vin, du café. De nos jours, il est plutôt question de crêpes, pain, confiture, beurre, café, sodas/jus de fruits et pâte à tartiner, mais quand les moins de 20 ans sont en minorité il y a encore du vin rouge et de la charcuterie. Le gortozenn se rajoute au petit déjeuner, repas de midi, goûter/quatre-heures et souper (5 repas).

- Ambigu : repas, le plus souvent froid, où tous les plats sont présentés en même temps[8].

- Mâchon : repas matinal des canuts, devenu une tradition gastronomique de la cuisine lyonnaise et généralement composé de cochonnaille ou de tripes arrosées de pots de beaujolais ou de mâconnais.

- Le sahor est un repas que prennent les musulmans pendant le mois de ramadan un peu avant l'aube afin de pouvoir résister à la longue journée de saoum. Traditionnellement, il est composé de mesfouf et de leben, mais généralement, les jeûneurs se contentent de restes du ftour, d'eau ou de leben et de pâtisseries (kalb el louz, qatayef, zlabia ou de khobz el bey). Les fumeurs y adjoignent souvent une cigarette.

## Pratiques

### Lieux

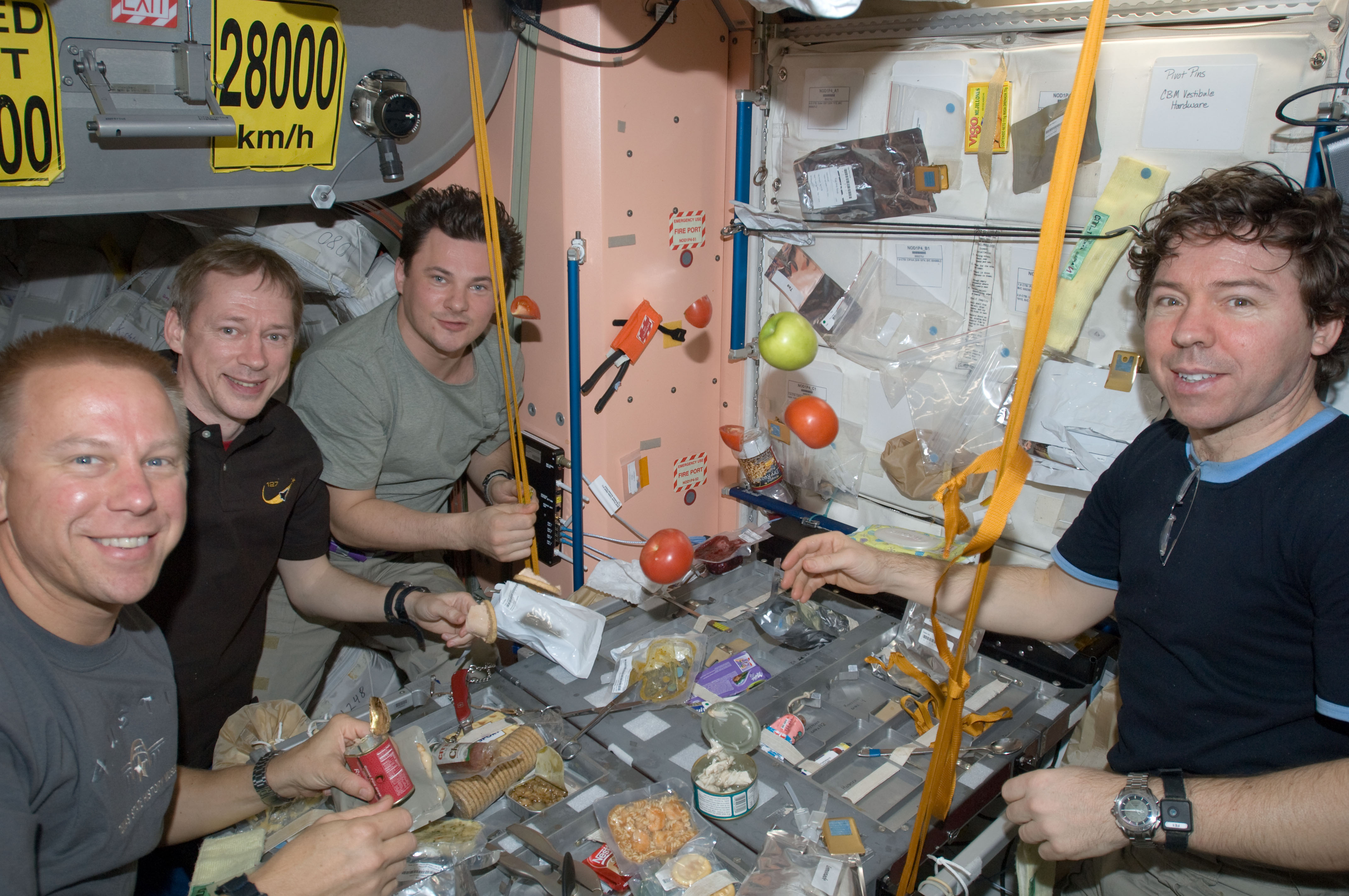
Repas d'astronautes, pris à 28000 km/h.

Les repas peuvent être pris chez soi ou à l'extérieur. Quand ils sont pris à la maison, les repas ont lieu, soit dans une pièce dédiée : la salle à manger, soit de plus en plus souvent dans le lieu de préparation : la cuisine.
À l'extérieur, ils peuvent être pris dans des établissements spécialisés, les restaurants, ou se composer de préparations spéciales destinées à être mangées sur le pouce. Il existe également des lieux de restauration collective destinée aux personnes qui mangent fréquemment en dehors de leur domicile : les cantines scolaires ou d'entreprises ou les restaurants universitaires par exemple.
Les repas peuvent également être pris à l'extérieur, sous forme de pique-nique.

### Ustensiles

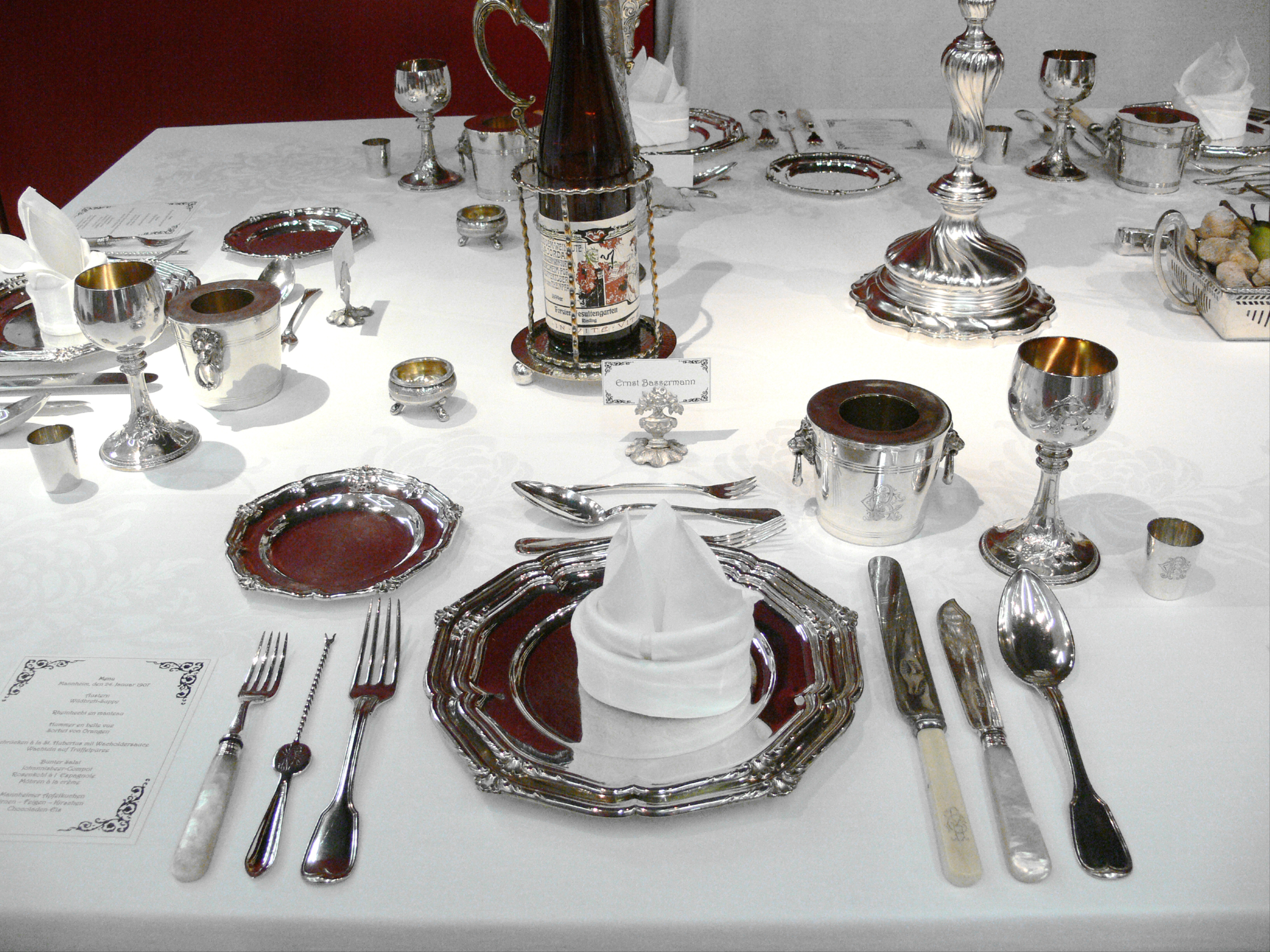
Mise de table complexe.

Les principaux ustensiles (couverts de table) pour manipuler les aliments sont la fourchette, ou les baguettes en Asie, pour les aliments solides et la cuillère pour les liquides. Dans de nombreux pays d'Afrique et d'Asie, il est de coutume de manger tous ensemble dans un plat commun. Chaque convive peut y puiser les aliments de la main droite, l'autre main étant considérée comme impure car réservée par exemple à l'hygiène corporelle.
Sur les tables les plus sophistiquées, la mise de table peut être très complexe, chaque convive devant gérer plus d'une vingtaine d'accessoires multiples : verres à eau ou à vin, assiettes plates ou creuses pour les entrées, couteaux à viande ou à poisson, assiettes plates ou creuses pour les plats principaux, fourchettes à trois ou quatre dents, cuillères à soupe, à café ou à dessert, serviettes ou encore ustensiles spécifiques (pince à crabe, pince à escargots, couteau à huîtres, etc.).

### Rituels

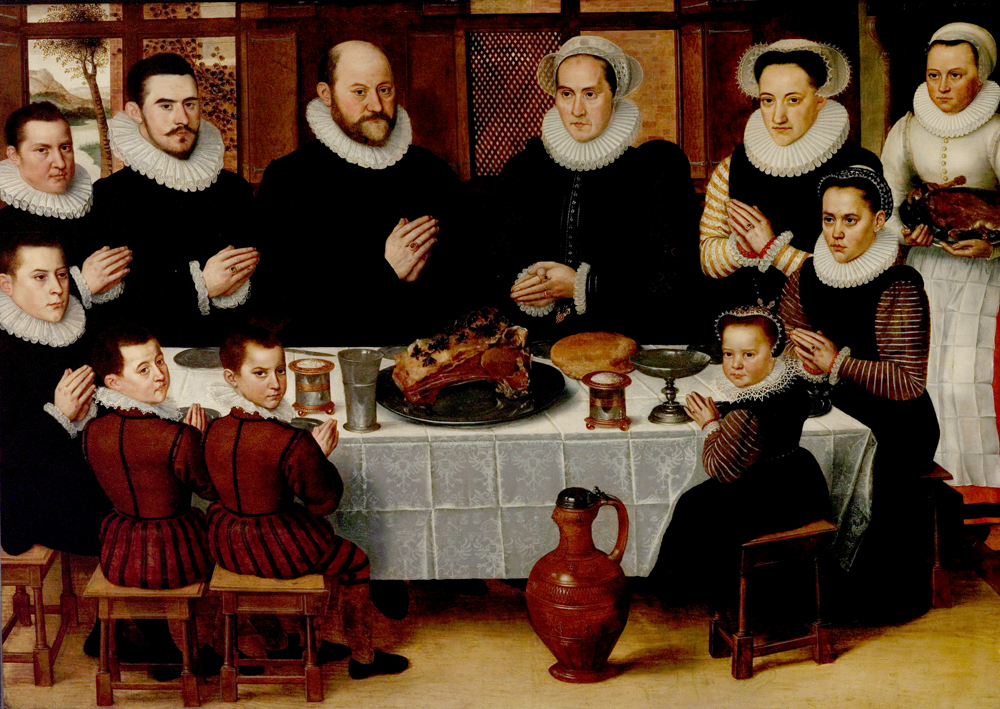
Famille disant les grâces, par Anthonius Claeissins vers 1585.

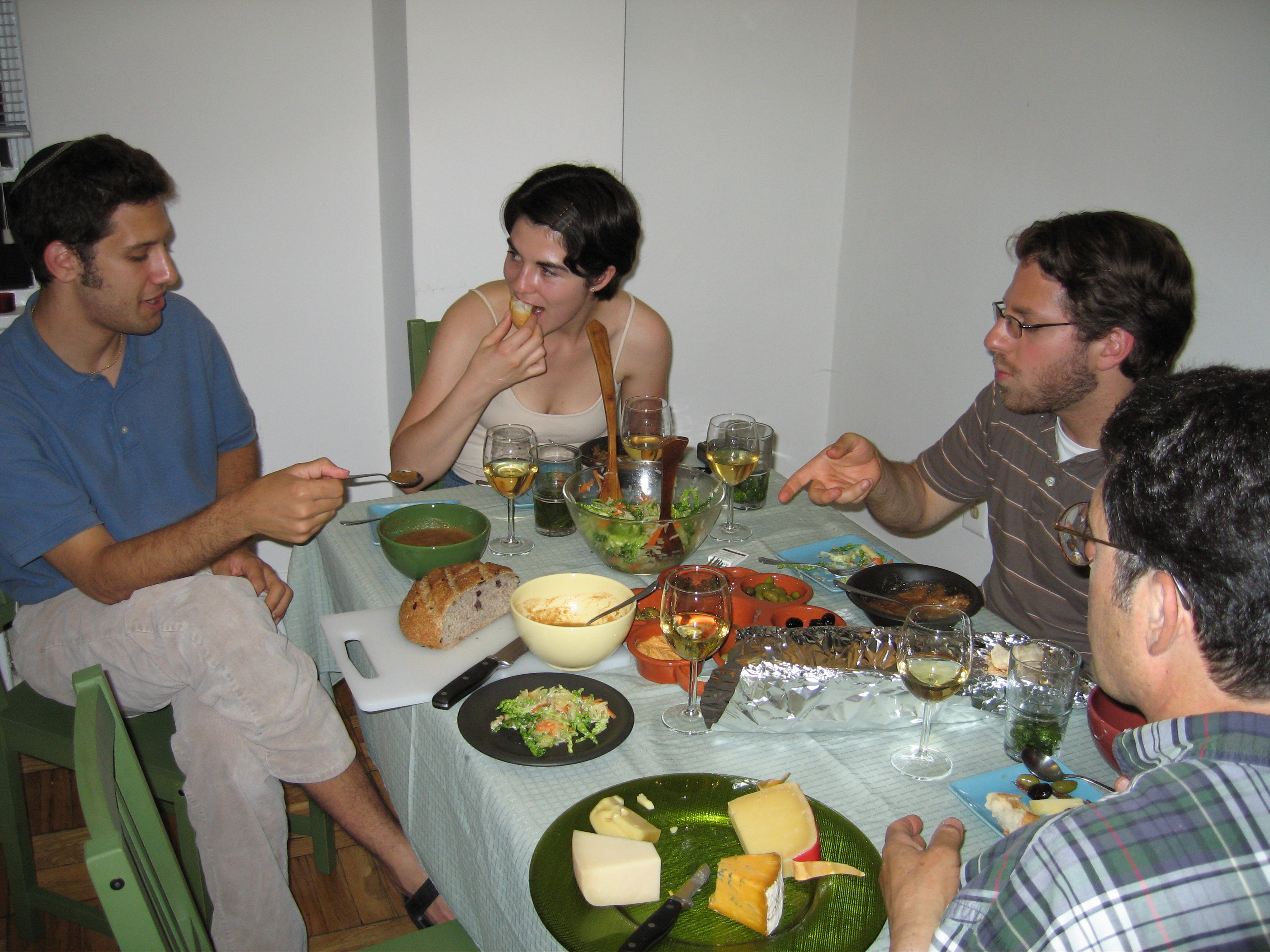
Repas de shabbat.

Le rituel du repas est à l'origine une organisation obligatoire et précise pour obtenir une intercession avec le(s) dieu(x).
Par exemple, les chrétiens ont réservé au repas deux prières : le bénédicité avant de manger et les grâces après. En outre, les repas jouent un rôle important dans la symbolique chrétienne pour exprimer le partage et la communion, avec entre autres les symboles de l'eucharistie, la multiplication des pains, les noces de Cana, la Cène…
Le « rituel du repas » correspond aujourd'hui à l'une des plus codifiées des activités quotidiennes. Non seulement le plan de table, mais l'ordre du service ainsi que nombre d'autres attitudes peuvent être extrêmement formalisés en fonction de la hiérarchie des convives. Les repas occupaient ainsi une place de choix dans les guides de bonnes manières du XIXe siècle, période charnière pendant laquelle le service à la russe remplace le service à la française et permettant le service à la place et obligeant les convives à manger le même plat en même temps.
Il est par exemple de coutume dans certains pays de se souhaiter un bon appétit au début du repas ou de ne pas se lever de table sans raison précise. De même, les attitudes corporelles à table sont codifiées ; ainsi, il est d'usage, selon les pays, de mettre les mains sur la table (France) ou sous la table (Royaume-Uni) entre les plats.

## Repas de fêtes

### En France

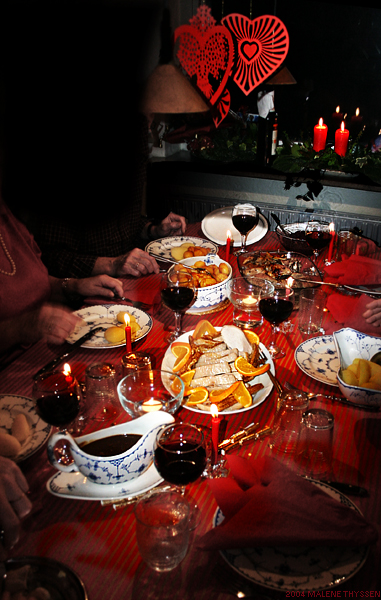
Repas de fête de Noël danois.

En France, inviter des amis ou des membres de sa famille à un repas plus ou moins festif est une activité sociale courante. Ces repas sont, comme les repas quotidiens, structurés en plusieurs plats bien définis, dont seul celui qu'on nomme plat principal est obligatoire, les autres pouvant être éliminés ou substitués à d'autres selon l'appétit, le temps dont on dispose, le degré de raffinement recherché… Un banquet de mariage comprendra par exemple de très nombreux plats, éventuellement entrecoupés d'animations.
Un repas extrêmement formel peut comporter les plats suivants, avec éventuellement une pause ou « trou » qui est un digestif festif alcoolisé :
- un apéritif, composé de petites bouchées, toasts ou gâteaux salés ;
- un hors-d'œuvre ;
- un potage (soupe, consommé…) chaud ou froid ;
- une ou plusieurs entrées froides ;
- une ou plusieurs entrées chaudes ;
- un premier plat, souvent de poisson ;
- un second plat, souvent de viande ;
- une préparation à base de salade ;
- un plateau de fromages ;
- des entremets ;
- un dessert, souvent composé de pâtisseries ;
- des fruits frais ;
- un café, parfois servi avec une bouchée de chocolat ou des fruits secs ;
- un digestif, censé faciliter la digestion.

L'apéritif, le café, et les digestifs sont souvent servis au salon plutôt qu'à table. L'ordre du service est également dans l'ensemble fixé. La consommation d'alcool et en particulier de vin y est beaucoup plus importante que lors des repas quotidiens.
Le nombre de plats de ces repas de fête tend cependant à diminuer, même s'il arrive encore de voir des réunions de famille enchaîner quasiment sans interruption le repas du soir après celui de midi tant le nombre des plats servis rend le repas long.
Certaines occasions sont le prétexte de rituels ou de mets particuliers. Par exemple à Noël, on mange de la bûche de Noël ou une volaille aux marrons. À l'Épiphanie, on cache une fève dans une galette pour « tirer les rois ». À la Chandeleur, on mange des crêpes. À Pâques, on mange l'agneau pascal et des œufs en chocolat…

### En Afrique
Le repas en Afrique est préparé selon chaque ethnie, ou groupe d'individus ayant les mêmes traits et les mêmes nourritures cultivées sur leurs sol. Lors des fêtes les invités sont accueillis avec des boissons locales comme l'eau , le koutoukou ou du sodabi, vin de palme, et du  jus de différents fruits. Puis vient des mets comme le couscous a base du manioc, du foufou a base du manioc, du taro et de l'igname et aussi de la pâte.  
Les Africains mangent ensemble dans un même grand plat signe de fraternité et d'amour sur une grande natte ou autour  d'une grande table.  